# Ljubija
Ljubija ist ein Ortsteil der Großgemeinde Prijedor in der Republika Srpska im Nordwesten von Bosnien und Herzegowina. Ljubija ist wegen des großen Eisenerzvorkommens weitgehend bekannt geworden.
Die Eisenerzgewinnung am Javorik (440 m) bei Ljubija ist sehr alt. Auch während der türkischen Herrschaft bis 1873 gab es hier regen Bergbau und kleinere Hüttenbetriebe mit Stücköfen, in denen mittels Holzkohle in einfachen Verfahren  Roheisenerzeugung betrieben wurde. Im 19. Jahrhundert hatten sich in der Umgebung des Ortes einige größere Gruben herausgebildet, wo Eisen- und Bleierze untertägig gewonnen wurden. Die bedeutendsten Lokalitäten waren Adamuša, Jazevac und Litica. Unter den ältesten Abbaustellen galt Adamuša als das regionale Zentrum des Bergbaus. Um 1910 begannen österreichische Geologen die Erzlagerstätte erneut zu untersuchen, da die steigende Nachfrage nach Eisenrohstoffen solche Erkundungen beförderte. Der fortschreitende Bergbau erfasste schließlich als Tagebau terrassenförmig die oberen Bereiche des Javorik. Der Erzkörper besteht überwiegend aus den Mineralen Ankerit, Limonit und Siderit und die Bleivererzung aus Galenit.
Mit Hilfe einer Schmalspurbahn wurde das abgebaute Eisenerz zur 18,8 Kilometer entfernten Verladestation in Prijedor gebracht, wo es auf der normalspurigen Bahnstrecke Banja Luka–Sunja zu den Abnehmern verbracht wurde. Zusätzlich gab es noch eine schmalspurige Industriebahn Prijedor-Drvar-Split (Steinbeisbahn) mit Seitenzweig nach Šibenik, wo das Eisenerz auf Schiffe verladen werden konnte.